# Wolbodo di Liegi

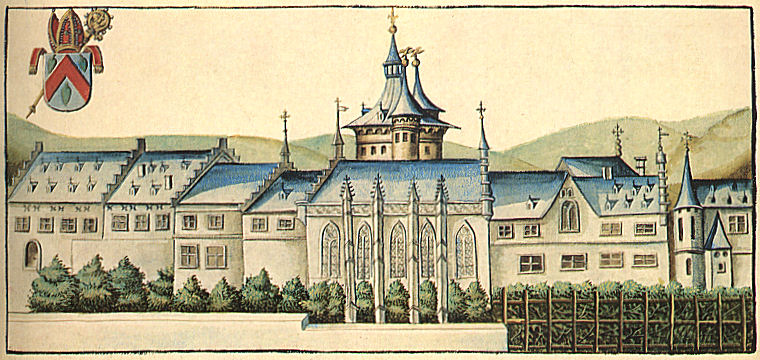

Wolbodo di Liegi (... – Liegi, 1021) viene venerato dalla Chiesa cattolica come santo.

## Biografia
Nato da una famiglia nobile della regione delle Fiandre, si formò alla scuola della cattedrale di Utrecht.
Wolbodo è stato decano della cattedrale di San Martino di Utrecht e in seguito divenne cappellano di corte di Enrico II. Nel 1018 è stato nominato vescovo della diocesi di Liegi. Sotto il suo episcopato è stata completata la chiesa di San Giacomo ed è stata fondata l'abbazia di San Lorenzo di Liegi. Il vescovo si prodigò in particolare per la venerazione dei santi.
Morì il 21 aprile del 1021. Fu sepolto nella cripta dell'abbazia di San Lorenzo che era ancora in costruzione.

## Il culto
Il giorno dedicato al santo è il 21 aprile. È il santo patrono degli studenti.